# 接舆
接舆（？—？），陆氏，名通，春秋时期楚国隐士。其言行主要见于《论语》、《庄子》、《高士传》、《楚狂接舆歌》。
接舆平时依靠耕种来养活自己，剪去头发，装疯而不肯做官。他喜欢发表各种大而无当的言论，声称在遥远的姑射之山上居住着神仙，这些神仙不需要吃五谷，能够吸风饮露、腾云驾雾，保障老百姓每年都有好收成，这些言论引起了当时人肩吾和连叔的争议。接舆也曾唱着歌从孔子的车前走过，讽刺孔子的积极从政。楚昭王听说接舆很有才能，派使者带着百镒黄金、车马二驷去聘请他为官治理江南，但被接舆拒绝，使者只得把礼物丢弃在接舆的家门口。接舆和妻子两人最后隐居在峨眉山，以芦柑、韭菜为食，养性山林，淡泊人生，直至死去。接舆夫妇在后来被道教尊为大仙，“天府四相”中的“天机内相”就是指接舆。